# Campeonato sub-19 de la AFF 2008
El Campeonato sub-19 de la AFF 2008 se llevó a cabo en Bangkok, Tailandia del 5 al 11 de octubre y contó con la participación de 4 selecciones juveniles de 3 regiones distintas (Sureste de Asia, Oceanía y Asia Oriental). Fue la primera edición que se jugó bajo el formato actual sub-19.
Australia venció en la final a Corea del Sur para ser el primero en ganar el título en más de una ocasión.

## Participantes
| - Australia - China | - Corea del Sur - Tailandia |

## Fase de grupos
| País          | J | G | E | P | GF | GC | GD | Pts |
| ------------- | - | - | - | - | -- | -- | -- | --- |
| Australia     | 3 | 2 | 1 | 0 | 5  | 2  | +3 | 7   |
| Corea del Sur | 3 | 2 | 1 | 0 | 2  | 0  | +2 | 7   |
| Tailandia     | 3 | 1 | 0 | 2 | 4  | 3  | +1 | 3   |
| China         | 3 | 0 | 0 | 3 | 1  | 7  | -6 | 0   |

| 5 de octubre de 2008 | Corea del Sur     | 1 - 0   | Tailandia | Rajamangala National Stadium, Bangkok |  |
|                      | Choi Jung-Han 55' | Reporte |           |                                       |  |

| 5 de octubre de 2008 | Australia                  | 3 - 1   | China         | Rajamangala National Stadium, Bangkok |  |
|                      | Lujic 6' 12' · Nichols 74' | Reporte | Piao Cheng 4' |                                       |  |

| 7 de octubre de 2008 | Corea del Sur | 0 - 0   | Australia | Rajamangala National Stadium, Bangkok |  |
|                      |               | Reporte |           |                                       |  |

| 7 de octubre de 2008 | China | 0 - 3   | Tailandia                        | Rajamangala National Stadium, Bangkok |  |
|                      |       | Reporte | Jaroensuk 28' 74' · Thawikan 58' |                                       |  |

| 9 de octubre de 2008 | China | 0 - 1   | Corea del Sur   | Rajamangala National Stadium, Bangkok |  |
|                      |       | Reporte | An Jung-Hun 53' |                                       |  |

| 9 de octubre de 2008 | Tailandia     | 1 - 2   | Australia               | Rajamangala National Stadium, Bangkok |  |
|                      | Jaroensuk 76' | Reporte | Nichols 52' · Elasi 61' |                                       |  |

## Tercer lugar
| 11 de octubre de 2008 | Tailandia | 0 - 3   | China                          | Rajamangala National Stadium, Bangkok |  |
|                       |           | Reporte | Tan Yang 20' 52' · Yu Yang 42' |                                       |  |

## Final
| 11 de octubre de 2008 | Australia                   | 0 - 0 (3 - 1 p) | Corea del Sur                                           | Rajamangala National Stadium, Bangkok |  |
|                       | Ryall · Naidovski · Holland | Reporte         | Lee Chang-Ho · Park Jong-Woo · Yang Jun-A · Kim Jae-Min |                                       |  |

## Campeón
| Campeonato sub-19 de la AFF 2008 |
| -------------------------------- |
| Bandera de Australia             |
| Australia 2º Título              |